# Rare (canción)
«Rare» es una canción de la cantante estadounidense Selena Gomez. Se lanzó el 10 de enero de 2020 a través de Interscope Records como el tercer sencillo del álbum del mismo nombre. La canción fue escrita por la propia cantante junto a Madison Love, Brett McLaughlin, Nolan Lambroza y Simon Rosen y fue producida por los dos últimos.

## Antecedentes y composición
La existencia de la canción se reveló por primera vez en un Instagram Live de Gómez, el día 15 de agosto de 2018. Más tarde, Leland confirmó su participación en la canción. Gomez habló de la letra de la canción en una entrevista con Elle en septiembre de 2018. La canción se anunció en el tráiler del álbum Rare.
Musicalmente, "Rare" es una canción pop y dance pop con un ritmo electropop, de tres minutos y cuarenta segundos de duración.  En términos de notación musical , "Rare" se compuso usando 4 tiempos comunes en la clave de Fa mayor, con un tempo de 120 latidos por minuto. El rango vocal de Gomez se extiende desde la nota baja C4 hasta la nota alta de D5, dando a la canción una octava y una nota de rango.
Gomez habló con Billboard sobre la pista, comentando: "Siempre me ha encantado esta canción, siempre quise que fuera el título del disco. Sentí que era un gran complemento de donde lo dejé con mis otros sencillos, porque es honesto y crudo. Básicamente decía: «Sé que no lo tengo todo, no soy perfecta, pero sé que merezco lo mejor»".
La canción fue descrita como un himno de amor propio «silencioso pero impactante» con letras que discuten los «vacilantes intereses de un amante», pero Gomez se da cuenta de que «su interés amoroso no la valora de la forma en que ella merece».

## Vídeo musical
El vídeo musical oficial de la canción se estrenó el 10 de enero de 2020, el mismo día en que se lanzó el álbum. En el vídeo, la cantante interpreta el sencillo en un bosque mágico, rodeado de coloridas flores y mariposas. Más tarde aparece acostada en una cama redonda y en una piscina. El vídeo fue dirigido por  BRTHR.

## Créditos y personal
Créditos adaptados de las notas de Rare.

### Lugares de grabación
- Grabado en Home Away From Home Studios (Los Ángeles)
- Mezclado en Mirrorball Studios (North Hollywood, California)
- Masterizado en Sterling Sound (Nueva York)

### Personal
- Selena Gomez - voz principal, coros, composición
- Sir Nolan - composición de canciones, producción, producción vocal, ingeniería, instrumentación
- Simon Says - composición de canciones, producción, producción vocal, ingeniería, instrumentación
- Madison Love - composición de canciones
- Brett McLaughlin - composición de canciones
- Jake Faun - instrumentación
- Bart Schoudel - ingeniería
- Benjamin Rice - ingeniería
- Tony Maserati - mezcla
- Miles Comaskey - ingeniería de mezcla
- Chris Gehringer - masterización

## Posicionamiento en listas
| Listas (2020)                             | Mejor posición |
| ----------------------------------------- | -------------- |
| Alemania (Media Control Charts)           | 42             |
| Australia (ARIA)                          | 22             |
| Austria (Ö3 Austria Top 40)               | 19             |
| Bélgica (Ultratop 50) Flanders            | 30             |
| Bélgica (Ultratop 50) Wallonia            | 35             |
| Canadá (Canadian Hot 100)                 | 21             |
| Croacia (HRT)                             | 22             |
| Dinamarca (Tracklisten)                   | 36             |
| Escocia (Official Charts Company)         | 35             |
| Eslovaquia (Singles Digitál Top 100)      | 17             |
| Eslovenia SloTop50                        | 24             |
| España (PROMUSICAE)                       | 60             |
| Estados Unidos (Billboard Hot 100)        | 30             |
| Estados Unidos (Mainstream Top 40)        | 17             |
| Estados Unidos (Rolling Stone Top 100)    | 12             |
| Estonia (Eesti Ekspress)                  | 17             |
| Grecia (International Digital Singles)    | 3              |
| Francia (SNEP)                            | 73             |
| Hungría (Stream Top 40)                   | 7              |
| Hungría (Single Top 40)                   | 19             |
| Irlanda (IRMA)                            | 17             |
| Italia (FIMI)                             | 85             |
| Líbano (Lebanese Top 20)                  | 17             |
| Lituania (AGATA)                          | 14             |
| Malasia (RIM)                             | 12             |
| México Inglés Airplay (Billboard)         | 46             |
| Noruega (VG-lista)                        | 29             |
| Nueva Zelanda (RMNZ)                      | 28             |
| Países Bajos (Dutch Top 40)               | 25             |
| Países Bajos (Single Top 100)             | 40             |
| Portugal (AFP)                            | 33             |
| Reino Unido (UK Singles Chart)            | 28             |
| Rumania (Airplay 100)                     | 46             |
| República Checa (Rádio Top 100)           | 12             |
| República Checa (Singles Digitál Top 100) | 13             |
| Singapur (RIAS)                           | 19             |
| Suecia (Sverigetopplistan)                | 44             |
| Suiza (Schweizer Hitparade)               | 28             |

## Certificaciones
| País (organismo certificador) | Certificación | Unidades certificadas |
| ----------------------------- | ------------- | --------------------- |
| Canadá (Music Canada)         | Oro           | 40 000                |

## Historial de lanzamiento
| País        | Fecha               | Formato                      | Discográfica       | Ref    |
| ----------- | ------------------- | ---------------------------- | ------------------ | ------ |
| Varios      | 10 de enero de 2020 | Descarga digital, Streaming  | Interscope Records | [ 54 ] |
| Italia      | 17 de enero de 2020 | Contemporary hit radio       | Universal          | [ 55 ] |
| Reino Unido | 18 de enero de 2020 | Radio Hot adult contemporary | Interscope Records | [ 56 ] |